# تراوگوت هر
تراوگوت هر (به آلمانی: Traugott Herr) (۱۶ سپتامبر ۱۸۹۰ – ۱۳ آوریل ۱۹۷۶) نظامی بلندپایه آلمانی در دوره رایش سوم بود که فرماندهی یگان‌های مختلف را در طول جنگ جهانی دوم بر عهده داشت.

## زندگی
تراوگوت هر روز ۱۶ سپتامبر سال ۱۸۹۰ وفرلینگن زاده شد. ماه آوریل سال ۱۹۱۱ به عنوان درجه‌دار نامزد افسری به هنگ ۳۵ فوزیلیر براندنبورگ/هافل پیوست و وارد دانشکده جنگ در گلوگاو شد. سال ۱۹۱۲ با درجه ستوان دوم به سلک افسران درآمد. با هنگ خود در آوردگاه جنگ جهانی اول حضور یافت و ماه اکتبر سال ۱۹۱۴ آجودان گردان شد. در نبرد نخست مارن مشارکت داشت و اواخر سال به شدت جراحت برداشت. سال ۱۹۱۶ مجددا زخمی شد. پس از بهبودی دوره آموزشی کوتاهی را برای فرماندهی گروهان مسلسل گذراند. در این جایگاه در لشکر تازه‌تشکیل‌شده دویست‌وسی‌وچهارم پیاده‌نظام به جبهه غربی بازگشت. سال ۱۹۱۷ به درجه ستوان یکم ترفیع گرفت و تا پایان با همین لشکر بود.
پس از جنگ به رایشسور ملحق شد. سال ۱۹۲۹ غالبا در هنگ ۹ پیاده‌نظام پروس در پوتسدام بود. یک دوره آموزشی هم در گردان ۳ موتوریزه داشت. سال ۱۹۲۶ به درجه سروان ترفیع گرفت و بین سال‌های ۱۹۳۳ تا ۱۹۳۷ مدرس تاکتیک در دانشکده جنگ درسدن بود. در این مدت سال ۱۹۳۵ به درجه سرگرد و سال بعد به درجه سرهنگ دوم ارتقا یافت.
سال ۱۹۳۷ به عنوان فرمانده گردان ۳ هنگ ۱۳ موتوریزه در سربست برگزیده شد. روز ۱ اوت سال ۱۹۳۹ به درجه سرهنگی ترفیع گرفت. با آغاز بسیج آلمان از روز ۲۶ اوت برای جنگ فرماندهی هنگ جایگزینی ۱۳ موتوریزه در ماگدبورگ به او محول گشت. با آغاز جنگ جهانی دوم، اواخر نبرد لهستان به این منطقه عازم شد تا روز ۱۸ سپتامبر فرماندهی هنگ ۶۶ موتوریزه از لشکر سیزدهم پیاده‌نظام موتوریزه را بر عهده بگیرد. سال بعد این هنگ را در نبرد فرانسه هدایت کرد. با نشان دادن عملکرد خوب، ماه اکتبر سال ۱۹۴۰ به عنوان فرمانده تیپ ۱۳ پیاده‌نظام در لشکر سیزدهم زرهی مصوب گشت.
تیپ او در تهاجم به شوروی در سال ۱۹۴۱ به عنوان بخشی از گروه زرهی ۱ از گروه ارتش جنوب مشارکت کرد و نبردهای سنگینی را در کی‌یف، اومان و روستوف تجربه نمود. مدتی از روز ۱ دسامبر به عنوان فرمانده موقت لشکر سیزدهم زرهی عمل کرد و سپس در این جایگاه تثبیت شد. روز ۱ آوریل سال ۱۹۴۲ به درجه سرتیپی ترفیع گرفت.
در قسمت جنوبی جبهه شرقی باقی ماند و در تهاجم به سمت قفقاز حضور داشت. روز ۳۱ اکتبر سال ۱۹۴۲ با اصابت یک ترکش به  سرش به شدت مجروح شد. بازگشت به خدمت فعال تا روز ۲۹ ژوئن سال ۱۹۴۳ به طول انجامید. در این هنگام به فرماندهی سپاه ۷۶ زرهی در ایتالیا برگزیده شد. در این زمان هنوز کاملا بهبود نیافته بود و سردردهای شدیدی داشت. در حین عقب‌نشینی عملیات‌های تاخیر آفرین در مقابل نیروهای بریتانیایی برنارد مونتگومری در کالابریا به اجرا گذاشت و یک ضد حمله سمت مواضع آمریکایی‌ها در سالرنو صورت داد. در ادامه نیروهای او بخشی از نبرد آنتسیو و خط گوستاو در مرکز ایتالیا و عقب‌نشینی تا خط گوتیک بودند. با نشان دادن مهارت در امر فرماندهی روز ۱ سپتامبر سال ۱۹۴۳ به درجه سپهبد (ژنرال نیروهای زرهی) ترفیع گرفت.
روز ۱۲۴ نوامبر سال ۱۹۴۴ برای سه هفته فرمانده موقت ارتش چهاردهم در ایتالیا شد. با کناره‌گیری از این مقام در روز ۱۶ دسامبر به جهت مسائل درمانی، یک عمل جراحی در ناحیه مغز در اثر همان زخم جبهه شرقی، داشت. روز ۱۵ فوریه سال ۱۹۴۵ به عنوان فرمانده ارتش دهم به ایتالیا بازگشت. به نبردهای دفاعی در ناحیه دریای آدریاتیک در مقابل نیروهای بریتانیایی پرداخت. در پایان جنگ خود و نیروهایش را روز ۲ مه سال ۱۹۴۵ تسلیم ارتش هشتم بریتانیا کرد.
سه سال را به عنوان اسیر جنگی سپری نمود. هیچگاه به جنایت جنگی متهم نشد. با توجه به این زادگاهش در آلمان شرقی قرار گرفته بود، به اخترویر در شلسویگ-هولشتاین در آلمان غربی رفت و سال‌های بازنشستگی خود را با آرامش گذراند. سپهبد تراوگوت هر در نهایت روز ۱۳ آوریل ۱۹۷۶ درگذشت.

## کتابشناسی
- Mitcham, Samuel W. Jr.; Mueller, Gene (2012). Hitler's Commanders: Officers of the Wehrmacht, the Luftwaffe, the Kriegsmarine, and the Waffen-SS. Rowman & Littlefield. ISBN 978-1-4422-1153-7.